# Okręg wyborczy Salisbury
Okręg wyborczy Salisbury powstał w 1295 roku. W latach 1295–1885 wysyłał do angielskiej, a następnie brytyjskiej Izby Gmin dwóch deputowanych, od 1885 wysyła jednego posła. Okręg obejmuje miasto Salisbury i jego okolice.

## Deputowani do brytyjskiej Izby Gmin z okręgu Salisbury (od 1885)[2]
- 1885–1886: William Grenfell, Partia Liberalna
- 1886–1897: Edward Hulse, Partia Konserwatywna
- 1897–1900: Augustus Henry Eden Allhusen, Partia Konserwatywna
- 1900–1906: Walter Palmer, Partia Konserwatywna
- 1906–1910: Edward Tennant, Partia Liberalna
- 1910–1918: Godfrey Locker-Lampson, Partia Konserwatywna
- 1918–1923: Hugh Morrison, Partia Konserwatywna
- 1923–1924: Hugh Moulton, Partia Liberalna
- 1924–1931: Hugh Morrison, Partia Konserwatywna
- 1931–1942: James Despencer-Robertson, Partia Konserwatywna
- 1942–1965: John Morrison, Partia Konserwatywna
- 1965–1983: Michael Hamilton, Partia Konserwatywna
- 1983–2010: Robert Key, Partia Konserwatywna
- 2010-    : John Glen, Partia Konserwatywna